# Comté de Hancock (Kentucky)
Pour les articles homonymes, voir Comté de Hancock.
Le Comté de Hancock est un comté situé dans l'État du Kentucky aux États-Unis. Son siège est Hawesville et sa plus grande ville est Lewisport. Selon le recensement de 2010, sa population était de 8 565 habitants.

## Histoire
Le Comté de Hancock a été fondé le 3 janvier 1829 et a été nommé d'après John Hancock, Président du Congrès continental et le premier signataire de la Déclaration d'indépendance des États-Unis.